# Українська Національна Асамблея — Українська Народна Самооборона
Українська Національна Асамблея — Українська Народна Самооборона (УНА-УНСО) — українська ультранаціоналістична організація. Вона складається з політичного крила (Українська Національна Асамблея — УНА) та напіввійськового крила (Українська Народна Самооборона — УНСО).

## Історія

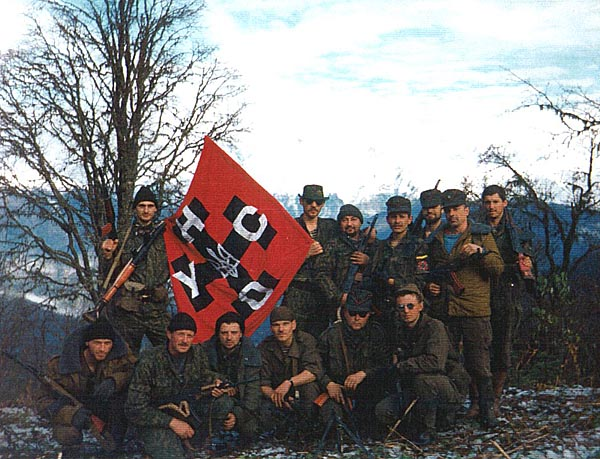
Бійці УНСО в Грузії

30 червня 1990 було утворено Українську Міжпартійну Асамблею (УМА), котра об'єднала різні патріотичні групи, організації та партії. 19 серпня 1991 для боротьби з ДКНС УМА створила загони Самооборони — УНСО.
8 вересня 1991 УМА перейменувалася в Українську Національну Асамблею, а УНСО стала її структурним силовим підрозділом. Організація отримала народну назву УНА-УНСО.
В 1992 стрільці УНСО брали участь в успішному умиротворенні кримських сепаратистів, придушенні сепаратистського руху на Закарпатті, який керувався представниками УПЦ Московського Патріархату.
З початку конфлікту в Придністров'ї УНСО взяла під захист українське населення, отримало перший бойовий досвід.
Один з лідерів УНА-УНСО Анатолій Лупиніс організовує повернення понад шість тисяч українських офіцерів з гарячих точок СНД в Україну.
В 1993 у боротьбі проти абхазьких сепаратистів у Грузії та у громадянській війні на боці урядових військ брав участь добровольчий корпус УНСО «Арго», котрий особливо відзначився в боях під Сухумі та в Кодорській Ущелині.
У вересні 1993 УНСО проводить акцію протесту проти підписання союзного договору з Росією. Під тиском Росії, Верховна Рада приймає закон про заборону воєнізованих формувань, маючи на увазі УНСО.

У лютому 1994 в Києві масово затримують активістів УНА-УНСО та декотрих ув'язнюють, в тому числі кандидатів у народні депутати. Проте УНА-УНСО проводить трьох народних депутатів до Верховної Ради та депутатів до багатьох місцевих рад.

Сутички унсовців з міліцією під час похорону патріарха Володимира, 1995 рік

В грудні 1994, коли російські війська вдерлися на територію Чеченської Республіки у Грозному починає діяти Інформаційний Центр «Вільний Кавказ», яким керує Сашко Музичко «Білий». Підрозділ УНСО «Вікінг» забезпечує охорону іноземних журналістів, які робили репортажі з зони бойових дій.
Перша делегація УНА-УНСО відвідала Чечню у серпні 1994, а друга прибула туди вже в жовтні. Обидві очолював Анатолій Лупиніс. Третьою ж УНСОвською делегацією, яка з’явилася в Грозному 29.ХІ.1994, керував сам тодішній Провідник Дмитро Корчинський. Відбулися зустрічі з Зелімханом Яндарбієвим та Асланом Масхадовим (обидва вони згодом по черзі виконуватимуть обов’язки президента Чечні). Було домовлено про вербування спеціалістів з ВПС та ППО в Україні .
18 липня 1995 року активісти УНА-УНСО разом з іншими патріотами зуміли поховати Патріарха УПЦ КП Володимира на Софіївському майдані. У відповідь тодішній режим припиняє реєстрацію партії УНА.
26 квітня 1996 року підрозділ УНСО бере участь в антилукашенківській акції.
У травні 1996 у Харкові, УНА-УНСО зриває проведення установчого з'їзду філії ЛДПР Жириновського.
В кінці 1997 року УНА була знову зареєстрована, проте, на думку проводу УНСО, через вихід Дмитра Корчинського не змогла пройти у виборах до Верховної Ради.
Участь УНА-УНСО в 1999 в місцевих виборах завадила Григорію Суркісу стати київським мером, а Віктору Медведчуку — провести в Київську міську раду велику фракцію депутатів.
2000 року УНСОвці в таборах під Мінськом вели підготовку до білоруської революції. На жаль, білоруси не наважились на виступ. Бійці УНСО пройшли екзамен мобілізації в умовах жорсткої конспірації.

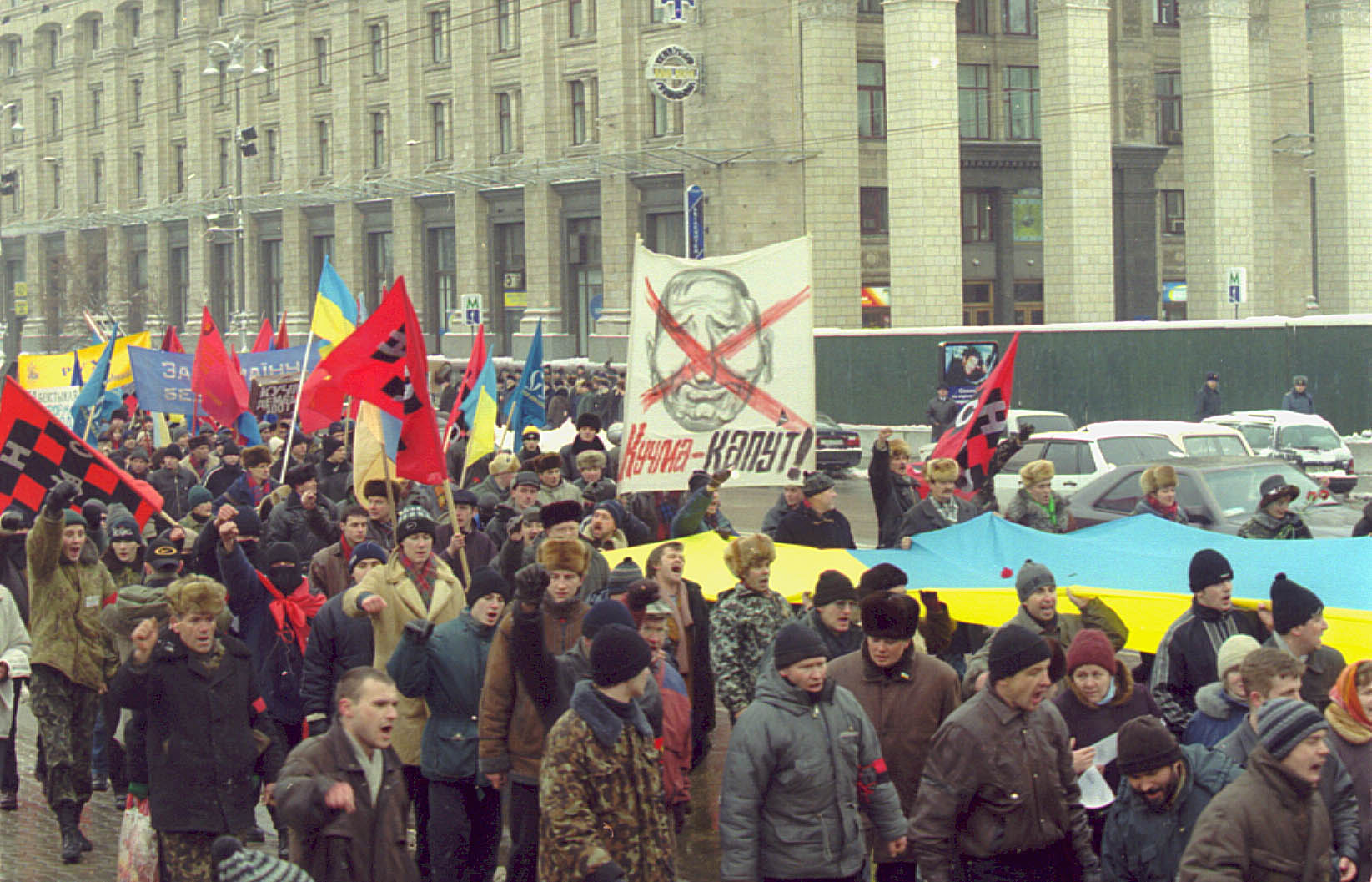
Бійці УНСО на акції «Україна без Кучми»

Під час акції «Україна без Кучми» УНА-УНСО охороняє наметове містечко на Майдані, організовує спротив по всій Україні. Події 9 березня 2001 біля Адміністрації Президента призвели до репресій проти організації.
Акцію сумських студентів влітку 2004 року очолив Голова Виконкому УНА Руслан Зайченко. Результатом стала відставка міністра освіти Кременя.
УНСОвці працювали в штабах «Нашої України», проводили вишкільні табори для молоді, здійснювали охоронні функції та силові операції під час «Помаранчевої революції», зокрема блокування Адміністрації Президента і охорону автопробігу на схід України і Крим.
УНСО проводила акції протесту під час візитів Патріарха РПЦ Алексія, а після його смерті, наступника Кіріла.
У жовтні 2005 на з'їзді УНА головою УНА-УНСО було знову обрано Героя України Юрія Шухевича, який керував організацією до 2014 року до обрання народним депутатом України.
За його каденції очільника партії, 7 грудня 2005 року у Міжрегіональній академії управління персоналом відбувся ХХ (позачерговий) З'їзд УНА-УНСО. На З'їзді було прийнято рішення про утворення виборчого блоку партій Українська Національна Асамблея і Українська Консервативна Партія (голова — Георгій Щокін).
Про старт рішучих перетворень заявив голова партії Українська Національна Асамблея (УНА-УНСО) Юрій Шухевич при відкритті XXII позачергового з'їзду УНА, що відбувся в Київському будинку архітекторів 25 грудня 2005 року. З'їзд прийняв політичну програму, що називається «Сонячний Перехід, Третій Гетьманат» і затвердив список зі 154 кандидатів в народні депутати. У першій п'ятірці: лідер партії УНА Юрій Шухевич, заступник голови партії Микола Карпюк, голова виконкому Руслан Зайченко, голова Київської організації Ігор Мазур, лікар-інформотерапевт Олександр Філатович. За ними йдуть журналістка Наталка Чангулі, лідер культового рок-гурту «Кому вниz» Андрій Середа, музикант і громадський діяч Кирило Стеценко, спортивний журналіст Валентин Щербачов, інші інтелектуали та партійні активісти.
2009 року сотня УНСОвців у Севастополі провела акцію під жовто-блакитними і червоно-чорними прапорами біля штабу Російського Чорноморського Флоту.
Під час Майдану 2013—2014 УНСО стало основою військово-політичного руху Правий Сектор в багатьох регіонах України. УНСОвці захищали студентів під час розгону силовиками мітингу протесту 30 листопада, становили найбільш бойову частину Майдану.
22 січня в бою на вул. Грушевського був вбитий снайпером Михайло Жизневський «Локі», один з найактивніших УНСОвців
20 лютого 2014 року на Майдані загинули ще двоє бійців УНСО.
17 березня 2014 спецслужби РФ викрали одного з керівників організації Миколу Карпюка, якого судили у Грозному, Чечня. 7 вересня 2019 року він був звільнений в рамках обміну між Україною і РФ..
24 березня 2014 у Рівному під час затримання співробітниками МВС, було вбито Олександра Музичка («Сашка Білого»), одного з лідерів УНСО.
Після переходу Росією весною 2014 у відкритий, хоч і неоголошений наступ, на східні території України УНСОвці їдуть на схід у складі батальйонів «ДУК», «Айдар», «Азов», «Донбас». Також був сформований добровольчий батальйон УНСО, який увійшов до складу Збройних Сил України. З жовтня 2014 бійці батальйону виконують бойові завдання в зоні АТО неподалік від Маріуполя і в інших гарячих точках.
2014 року здійснюється пілотний проєкт Міністерства Оборони України та УНСО у Вінниці. Силами організації створено навчальний центр імені Євгена Коновальця, де добровольці УНСО проходять професійний вишкіл перед оформленням до лав Збройних сил України.
У квітні 2015 було відновлене політичне крило — проведено з'їзд та створено партію УНА-УНСО.
20 серпня 2015 року Міністерство юстиції України зареєструвало Політичну партію «УНА-УНСО», свідоцтво 313-п.п., про що в Єдиний реєстр громадських формувань внесено запис 1438849.
2019 року підтримала на виборах у другому турі Петра Порошенка.

## Лідери
- 1990—1994 Юрій Шухевич
- 1994—1999 Олег Вітович
- 2002-? Андрій Шкіль
- 2005–? Юрій Шухевич
- 2015—2016 Костянтин Фуштей
- 2016–? Валерій Бобрович[13]

## Мемуарна та художня література
- Бобрович В. Як козаки Кавказ воювали. Щоденник сотника Устима. — Київ: Зелений пес, 2009.
- Андрій Миронюк. Українські добровольці в Чечні (книга містить романи kavkaz.ua та Скіф). — Київ, 2004. — 288 с. ISBN 956-7881-96-5
- Дмитро Корчинський ,,Війна у натовпі".